# Karl-Emil Kuntz
Karl-Emil Kuntz (* 18. Februar 1958 in Landau in der Pfalz) ist ein deutscher Koch.

## Biographie
Ab 1973 absolvierte Kuntz eine Kochausbildung, von 1976 bis 1978 eine Ausbildung zum Konditor, beide in Landau in der Pfalz. 1979 kochte er im Restaurant Bruderholz bei Hans Stucki in Basel, 1981 wechselte er zum Restaurant Erbprinz in Ettlingen.
Ab 1984 war er Küchenchef im seit Generationen im Familienbesitz befindlichen Restaurant Zur Krone in Herxheim bei Landau. Das Restaurant Zur Krone wurde 1986 mit einem Michelinstern ausgezeichnet.
2018 übergab er die Nachfolge als Küchenchef an seine jüngste Tochter Erika Kuntz und ihren Lebensgefährten Fabio Daneluzzi, der bei Kuntz lernte.
Karl-Emil Kuntz ist Mitglied bei Jeunes Restaurateurs d’Europe.

## Publikationen
- Zur Krone – Die Perle der Pfalz. Sternekoch Karl-Emil Kuntz. Neuer Umschau Buchverlag, Neustadt an der Weinstraße 2006, ISBN 978-3-86528-261-3.

## Film
- Jenseits von Herd und Hummer. Sterneköche privat. Dokumentarfilm, Deutschland, 2009, 94 Min., Buch: Anja Gerloff und Ralph Quinke, Regie: Ralph Quinke, Produktion: Spiegel TV, Erstsendung: 30. Oktober 2010 bei VOX, Inhaltsangabe von Spiegel online. Porträts der Meisterköche Karl-Emil Kuntz, Ali Güngörmüş und Léa Linster.